# Apollo (månekrater)
 For alternative betydninger, se Apollo. (Se også artikler, som begynder med Apollo)
Apollo er et enormt nedslagskrater på Månen, der ligger på den sydlige halvkugle på Månens bagside. Det er det største, identificerede krater på Månen og er opkaldt efter Apollo-programmet (1961-1972).
Navnet blev officielt tildelt af den Internationale Astronomiske Union (IAU) i 1970. 

## Omgivelser
Krateret er langt større end det store Oppenheimerkrater, som ligger ved siden af dets vestlige rand. Barringerkrateret ligger over den nordlige kratervæg. Mod sydøst ligger Anderskrateret, og Kleymenovkrateret ligger lige øst for Apollos rand.

## Karakteristika
Apollo er af typen "bjergomkranset slette" og har dobbelte ringvægge, hvoraf den indre vægs diameter er ca. halvt så stor som den ydres. Begge vægge er blevet stærkt nedslidt og eroderet af senere nedslag, så væsentlige dele af dem nu består af irregulære og afskårne buesektioner af bjerge.
Sektioner af Apollokraterets indre er blevet dækket af lava, hvilket har givet områder af bunden lavere albedo end omgivelserne. Der findes en stor plet af dette månehav i den midterste del af den indre ring, som også udviser tegn på et strålesystem. En lang strækning af maret ligger langs kraterets sydlige del, men der er også et mindre område nær dets vestlige rand.
Den indre kraterbund er dækket af mange kratere af varierende størrelse. Adskillige af de mere bemærkelsesværdige af disse er blevet navngivet. Da IAU fastlagde disse krateres navne, opkaldte man dem efter mennesker, som var tilknyttet Apollo-programmet.

## Indre kratere
Adskillige kratere indenfor Apollokrateret har fået navne til ære for afdøde NASA-ansatte.
Drydenkrateret er forbundet med den indre rings yderside mod vest-nordvest. Chaffee er et krater af tilsvarende størrelse, som delvis ligger over den sydvestlige del af den indre ring. I den sydøstlige del af det ydre krater ligger Bormankrateret. Indenfor den indre ring ligger Resnik-, McAuliffe- og Onizuka-kraterne, og Jarvis- McNair-kraterparret. Smithkrateret ligger over den nordlige del af den indre ring.
I 2006 godkendte IAU et forslag om at navngive syv indre kratere til ære for de forulykkede astronauter i Columbia-rumfærgen .
| Krater      | Selenografiske koordinater        | Diameter | Navngivet efter          |
| ----------- | --------------------------------- | -------- | ------------------------ |
| Chawla      | 42°48′S 147°30′V / 42.8°S 147.5°V | 15 km    | Kalpana Chawla           |
| D. Brown    | 42°00′S 147°12′V / 42.0°S 147.2°V | 15 km    | David McDowell Brown     |
| Husband     | 40°48′S 147°54′V / 40.8°S 147.9°V | 29 km    | Richard D. Husband       |
| L. Clark    | 43°42′S 147°42′V / 43.7°S 147.7°V | 16 km    | Laurel B. S. Clark       |
| McCool      | 41°42′S 146°18′V / 41.7°S 146.3°V | 21 km    | William Cameron McCool   |
| M. Anderson | 41°36′S 149°00′V / 41.6°S 149.0°V | 17 km    | Michael Phillip Anderson |
| Ramon       | 41°36′S 148°06′V / 41.6°S 148.1°V | 17 km    | Ilan Ramon               |

Tre af kraternavnene medtager de respektive astronauters initialer for at skelne dem fra Anderson-, Brown- og Clark-kraterne.

## Måneatlas
- Billeder af Apollokrateret i LPI-måneatlasset